# Marianne Smit (harpiste)
Marianne Smit (1984) is een Nederlands harpiste.

## Opleiding
Marianne Smit speelt harp sinds 1995. Haar eerste harplessen kreeg zij van haar moeder Gertru Smit-Pasveer. Na een jaar werd zij leerling van Anke Anderson.
Sinds september 1998 heeft zij les bij Erika Waardenburg, eerst in de Jong Talent-afdeling, later in de vooropleiding van het Conservatorium van Amsterdam. In juni 2007 behaalde ze haar bachelor-examen cum laude. Sindsdien studeert ze verder aan de masteropleiding.
Smit volgde masterclasses bij vooraanstaande harpisten waaronder Daphne Boden, Isabelle Perrin, Maria Graf en Emilia Moskvitina. Ook volgde ze in 2005 de auditietraining van Petra van der Heide.

## Activiteiten
Smit geeft regelmatig concerten, zo werkte zij onder meer mee aan lunchconcerten in het Concertgebouw in Amsterdam, in de Nieuwe Kerk van Den Haag en in Paviljoen Welgelegen, het provinciehuis in Haarlem.
In juli 2002 trad zij op in Genève tijdens het World Harp Congress. In september 2003 gaf zij, onder leiding van Johannes Leertouwer als soliste drie concerten met het Nationaal Jeugd Strijkorkest in Sint-Petersburg.
De componist Karlheinz Stockhausen schreef een stuk voor Marianne Smit en Esther Kooi, een andere Nederlands harpiste. Deze compositie, Freude für zwei Harfen, is op 7 juni 2006 in première gegaan in de Dom van Milaan. 21 april 2007 brachten zij Freude in Nederlandse première tijdens de Zaterdagmatinee in de grote zaal van het Concertgebouw in Amsterdam. In 2008 zullen concerten volgen in Berlijn (Duitsland), Lyon (Frankrijk), Amsterdam (tijdens het 10e World Harp Congress), Warschau (Polen) en Lissabon (Portugal).

### Cd-opnamen
- Musici van morgen, studenten van het Conservatorium van Amsterdam (2001), Marianne Smit; Impromptu-Caprice van Gabriel Pierné en Prayer for harp van Sergiu Natra
- Karlheinz Stockhausen - Freude für zwei Harfen, 2. Stunde aus Klang (Die 24 Stunden des Tages), Marianne Smit en Esther Kooi (2006)
- Strings Attached, Nederlands Jeugd Strijkorkest onder leiding van Johannes Leertouwer, met Marianne Smit en Giselle Boeters in het Concertino in an old style van Maciej Malecki (2007)

## Prijzen en onderscheidingen
- Smit won diverse eerste prijzen bij concoursen, o.a. bij het Prinses Christina Concours (1998, 2002) en bij het concours van het SJMN (Stichting Jong Muziektalent Nederland, 1998 en 2002 en 2004).
- In 2000 bereikte Smit de finale van het Nederlands Harpconcours.